# Ínsubres
Els ínsubres o insubres (llatí: Insubri) van ser un poble celta del grup dels leponcis a la Gàl·lia Cisalpina. La seva capital era Mediolànum, ciutat que van fundar, i entre les ciutats del seu territori hi havia la ciutat de Comum (Como). Diversos autors antics en parlen: Ciceró, Polibi, Titus Livi, Plini el Vell, Estrabó i Cecili Estaci. Segons Polibi els ínsubres eren la tribu celta més important de la península itàlica i Titus Livi diu que van ser els primers en habitar la Gàl·lia Cisalpina.
Els ínsubres es van unir als bois en una revolta contra Roma a causa d'una llei aprovada pel senat romà que preveia la subdivisió dels territoris gals en unitats administratives romanes. Els bois i els ínsubres van creure que els romans volien exterminar i expulsar el poble gal i annexionar-se el seu territori. L'any 225 aC els ínsubres van donar grans sumes de diners a mercenaris de la tribu dels gesats, que van aportar una força de 70.000 homes amb la que van fer estralls a Etrúria. Els gals van trobar un exèrcit romà davant seu prop de Clúsium (Chiusi) i es van retirar cap a Fèsules durant la nit. Van atacar als romans en el que es coneix com la batalla de Fèsules, on els gals en van sortir vencedors. Els cònsols Luci Emili Pap i Gai Atili Règul van iniciar una contraofensiva que va finalitzar amb la victòria romana a la batalla de Telamó l'any 224 aC.
Després de la batalla de Telamó els romans van atacar i derrotar els bois i els van obligar a sotmetre's a Roma. El 224 aC els romans van atacar el territori ínsubre. El 223 aC els ínsubres van demandar la pau, però els romans van rebutjar-la i van atacar el seu territori un altre cop, decidits a controlar tota la Gàl·lia Cisalpina. La guerra va continuar. L'any 222 aC els romans van dividir els seus exèrcits, una part dirigits pel cònsol Marc Claudi Marcel que es va dirigir cap a Clastídium, on a la batalla de Clastídium va vèncer les forces gal·les. L'altre cònsol, Gneu Corneli Escipió Calb, va marxar contra la capital dels ínsubres i en una batalla va matar el seu rei. Van ocupar-la i la van anomenar Mediolànum. Els ínsubres es van rendir i es van veure obligats a convertir-se en aliats dels romans.
L'any 218 aC els ínsubres i els bois es van rebel·lar contra els romans quan van saber de l'arribada d'Hanníbal a Itàlia a l'inici de la Segona Guerra Púnica. Van atacar Cremona i Placentia (Piacenza), i van obligar els seus habitants a refugiar-se a Mutina (Mòdena), que va ser assetjada. El pretor Luci Manli Vulsó amb un exèrcit de 20.000 legionaris i 1.600 cavallers va anar a alleujar el setge, però va ser emboscat diverses vegades i va haver d'esperar l'ajuda del cònsol Publi Corneli Escipió. Mentrestant Hanníbal havia desembarcat a Itàlia i va derrotar a Corneli Escipió vora el riu Ticino i a l'altre cònsol Tiberi Semproni Llong a la Batalla del Trèbia, vora Placentia.
Ínsubres i cenomans foren derrotats finalment pel cònsol Gai Corneli Cetege el 197 aC en una batalla al riu Mincius en la que es capturà al cartaginès Amílcar.
Els ínsubres van fer una aliança amb Roma l'any 194 aC, que els va permetre tenir una certa autonomia. El 89 aC van obtenir la ciutadania llatina, i el 49 aC la ciutadania romana. La romanització dels ínsubres va ser probablement ràpida per la presència de colònies romanes als seus territoris i a més Juli Cèsar va utilitzar Mediolànum com a base d'operacions per la conquesta de la Gàl·lia (58-50 aC). Cecili Estaci (c. 220 aC - c. 166 aC), un poeta còmic romà, va néixer al país dels ínsubres, possiblement a Mediolànum.